# Cofradía de Suchitlán
Cofradía de Suchitlán es una localidad perteneciente al municipio de Comala en el estado mexicano de Colima, se encuentra en la parte centro del municipio a 12.9 kilómetros desde la cabecera municipal y se localiza cerca del Volcán de Colima. Se puede encontrar como actividad principal; el corte de café, secado y venta a la población en general, del mismo producto.

## Historia
En el año de 1769 se fundó Cofradía de Suchitlán, debido a que las personas necesitaban nuevos lugares para vivir y nuevos lugares para la agricultura y la crianza de animales de granja.

El significado de Cofradía es: un grupo que es formado por varios individuos con algún objetivo específico.
Las personas que fundaron Cofradía de Suchitlán, provenían de un lugar cercano llamado: Suchitlan, y se establecieron en un arroyo llamado" Arroyo el Mamey".
El primer nombre que tuvo este pueblo es: "El Encino", debido a la gran cantidad de árboles de Encino que existen en la región.

### Actividades económicas

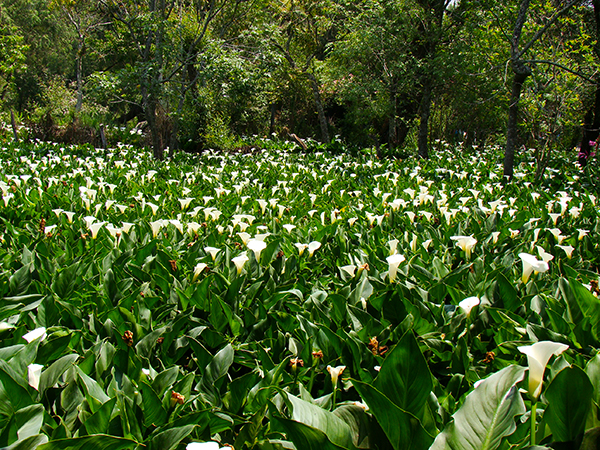
Cultivo de Alcatraces en Cofradía de Suchitlán

- Agricultura. Se cultiva principalmente la producción de maíz, caña y café. También se puede encontrar con el cultivo y venta de Flores llamadas alcatraces.

- Ganadería. La crianza de ganado bovino se basa en la explotación de carne y leche, mayoritariamente, así como ganado porcino y caprino.

- Industria. Existe una procesadora de café, para su posterior distribución y venta al público en general.

### Costumbres y tradiciones
Su fiesta tradicional es del 7 de enero al 15 del mismo mes, siendo este último día, el día principal de fiesta.